# حملات موشکی ۱۹۹۱ عراق به اسرائیل
حملات موشکی ۱۹۹۱ عراق به اسرائیل، از ۱۷ ژانویه تا ۲۸ فوریه ۱۹۹۱ به طول انجامید. در پی حمله نیروهای ائتلاف با رهبری آمریکا به عراق، صدام حسین برای رسیدن به دو هدف بزرگ، به اسرائیل حمله کرد. نخست آنکه وی می‌دانست با آغاز این جنگ، حداقل هشت کشور مسلمان از ائتلاف، خارج خواهند شد و هدف دوم، ورود ایران به این کارزار برای حمایت از عراق بود تا اینگونه موفق شود، مسیر جنگ خلیج فارس را عوض کند اما آمریکا و اردن از اسرائیل خواستند که صبوری کند و پاسخ ندهد؛ ملک حسین پادشاه اردن، نخست وزیر اسرائیل — اسحاق شامیر — را متقاعد کرده بود که ثبات اردن را در نظر گرفته و حریم هوایی آن را نقض نکند و اینگونه صدام حسین را در رسیدن به اهداف خود ناکام گذاشتند.
این حمله عمدتاً با شلیک حدود ۴۲ موشک اسکاد به سمت خاک اسرائیل و به دو شهر حیفا و تل‌آویو صورت پذیرفت. حملات همزمان با بمباران هوایی زیرساخت‌های نظامی عراق در کویت که در آن مقطع، تحت اشغال عراق بود، صورت پذیرفت. دولت جرج اچ. دابلیو. بوش، رئیس‌جمهور وقت آمریکا، به منظور مقابله فعالانه با موشک‌های عراق و جلوگیری از حمله متقابل اسرائیل، کمک‌های دفاعی خود را به اسرائیل افزایش داد.